# 高丽忠肃王
高丽忠肃王（：／ Goryeo Chungsuk-wang；1294年—1339年），是高丽王朝第27任君主（ 1313年—1330年，1332年—1339年在位），姓王，讳焘（：／ Wang Do），小字宜孝（：／ Uihyo），蒙古名字阿剌忒訥失里（Aratnašri）。忠宣王与蒙古妾室所生。

## 生平
忠肅王是高麗忠宣王的次子，庶出，為蒙古女也速真所生。根據《高麗史》記載，忠肅王性嚴毅沉重聰明，而且擅於文工隸書。1294年出生，隨後被封為江陵大君，後來跟隨忠宣王前往元大都，在元大都的長大，取蒙古名字阿剌忒訥失里。1313年，忠宣王將高麗王位讓給王燾。王燾即位，是為忠肅王，隨即被元廷授予金紫光祿大夫、征東行中書省左丞相、上柱國的官職。忠肅王娶蒙古營王女亦憐真八剌公主為妻，並經常攜妻赴元大都朝見。
1317年，由於濟州大護軍張公允、濟州副使張允和的貪婪和暴虐，島民金成嘯發動叛亂，驅逐了島上的耽羅星主。星主逃往高麗，忠肅王派宋英前往安撫，隨即叛黨斬為首之人投降。忠肅王遂任命宋英為牧使，裴廷芝為耽羅存撫使，將張公允、張允和免職流放。
1320年，元英宗欲推行漢法，但被太皇太后答己阻撓。元英宗懷疑上王（忠宣王）是太皇太后的一黨，以學習佛法為名，將上王流放到了吐蕃的薩思結。忠肅王號召百官多次聯名上書元廷為上王鳴冤，同時組織僧人在旻天寺為之祈禱。但瀋王王暠圖謀篡奪高麗王位，對此加以阻撓，將請願書截留，因此未能成功。
1322年，權漢功等人圖謀擁立瀋王王暠為高麗王，在慈雲寺召集百官上書中書省請願。隨即忠肃王被元英宗叫到元大都，滯留無法歸國。而就在此時，高麗的大臣柳清臣、吳潛也上書請求在高麗設置像內地一樣的行省，但被元英宗拒絕了。
1323年，上王被改流放到朶思麻（安多地區）。同年元英宗被暗杀。1324年，忠肃王被允許歸國，並賜予國王之印章。忠肅王歸國之後，將有在擁立瀋王的請願書上簽名的大臣全部罷免官職。同時上王也被從朶思麻召回元大都。押解的校尉方連、方元兄弟苦於路途艱險，欲發兵殺之逃跑，但被上王發現，倖免於難。
1327年，派遣世子王禎前往元大都充當宿衛。此時柳清臣、吳潛再次向元朝使者進讒，詭稱忠肅王盲聾喑啞不理政事，要求元朝讓他傳位給所謂的王世子王暠，但元使通過與忠肅王的談話消除了這個嫌疑。忠肅王大肆逮捕流放瀋王之黨，柳清臣也於1329年客死元朝。
1330年，忠肃王将高丽王位传给其子忠惠王王祯，自己則前往元大都居住。但由於忠惠王貪於酒色不理政務，继任第二年就被元文宗叫到元大都。
1332年，元文宗命令忠肃王复位。次年，忠肅王與瀋王王暠在臨江卵山寨相會，又在大同江宴請瀋王，達成和解。
1339年，忠肅王逝世，享年四十六歲。元朝賜諡忠肅王，1356年加尊號懿孝二字，因此諡號為忠肅懿孝大王（：／ Chungsuk uihyo daewang）。

## 家庭
夫人
| 稱號          | 名         | 生卒年     | 本貫 | 父母             | 備註             |
| ------------- | ---------- | ---------- | ---- | ---------------- | ---------------- |
| 濮國長公主    | 亦憐眞八刺 | ？－1319   |      | 元營王也先帖木兒 | 靖和公主         |
| 曹國長公主    | 金童       | 1308－1325 |      | 元魏王阿木哥     |                  |
| 肅恭徽寧公主  | 伯顔忽都   | ？－1344   |      |                  | 慶華公主         |
| 明德太后 洪氏 |            | 1298－1380 | 南陽 | 洪奎 金氏        | 恭元王后         |
| 壽妃 權氏     |            | ？－1340   | 福州 | 權衡             | 1335年冊為壽妃。 |

子
- 龍山元子王某，曹國長公主所生。
- 忠惠王王祯，恭元王后所生。
- 恭愍王王祺，恭元王后所生。

### 引用
1. ↑  范永聰. . 香港教育圖書公司. 2009: 58  [2021-05-19]. ISBN 9789882003019. （原始内容存档于2021-05-19）.
2. ↑  蕭啟慶，《元麗關係中的王室皇姻與强權政治》，122~123頁。